# Cantone di Saint-Léger-sous-Beuvray
Il Cantone di Saint-Léger-sous-Beuvray era un cantone della Francia dell'arrondissement di Autun.
È stato soppresso a seguito della riforma complessiva dei cantoni del 2014, che è entrata in vigore con le elezioni dipartimentali del 2015.
Comprendeva i comuni di:
- La Comelle
- Étang-sur-Arroux
- La Grande-Verrière
- Saint-Didier-sur-Arroux
- Saint-Léger-sous-Beuvray
- Saint-Prix
- Thil-sur-Arroux